# George Greville (4e comte de Warwick)
Pour les articles homonymes, voir George Greville.
George Guy Greville, 4e comte de Warwick, 4e comte Brooke (28 mars 1818 - 2 décembre 1893), appelé Lord Brooke de 1818 à 1853, est un homme politique conservateur anglais.

## Biographie
Il est né à Charles Street, Berkeley Square, à Londres. Il est le seul enfant de Henry Greville (3e comte de Warwick), et de Sarah Elizabeth Savile, fille aînée de John Savile (2e comte de Mexborough). Il fait ses études au St John's College, à Oxford, où il obtient un baccalauréat en 1839. Il est député de South Warwickshire de 1845 à 1853, date à laquelle il accède à la pairie. Il est colonel honoraire de la cavalerie Warwickshire Yeomanry et Aide de camp de la reine Victoria.
Le 18 février 1852, il épouse Anne Charteris (1829-1903), fille de Francis Wemyss-Charteris (9e comte de Wemyss). Ils ont cinq enfants: Francis Greville (5e comte de Warwick) (1853-1924), Alwyn (1854-1929), Louis (1856-1941), Eva (1860-1940) et Sidney Greville (1866-1927).
Il adhère à l'Association de Canterbury le 11 février 1850 et devient membre du comité de direction depuis le jour de son adhésion. Il meurt au château de Warwick le 2 décembre 1893.

## Collectionneur
Il est également un contributeur prolifique aux améliorations du Château de Warwick au XIXe siècle. Après l'incendie de 1871, il supervise la restauration de la grande salle du château et des appartements. Le célèbre architecte Anthony Salvin est employé pour reconstruire la salle dans le goût gothique victorien typique, agrémentée de vitraux pour donner l'impression d'une salle médiévale. Les appartements domestiques ont également été repensés, chaque chambre ayant reçu un style "historique" différent, typique de l'intérêt du XIXe siècle pour "l'intérieur romantique".
Il est aussi un grand collectionneur d'armes et d'armures, dont la plupart sont achetées par le légendaire marchand de New Bond Street et faussaire Samuel Luke Pratt. Celui-ci achète beaucoup des plus grandes pièces de la collection dispersée de Samuel Rush Meyrick, puis les vend à Greville. En plus des pièces originales, Pratt vend au comte plusieurs « fausses » pièces d'armure, pratique assez répandue parmi les marchands de meubles antiques, d'armes et d'armures.